# Sporobolus subulatus
Sporobolus subulatus là một loài thực vật có hoa trong họ Hòa thảo. Loài này được Hack. ex Scott-Elliot miêu tả khoa học đầu tiên năm 1891.